# هارولد وايت
هارولد وايت (12 يناير 1880 - 24 نوفمبر 1949) (بالإنجليزية: Harold Wyatt)‏ هو لاعب كريكت بريطاني (وحمل سابقاً جنسية المملكة المتحدة لبريطانيا العظمى وأيرلندا).